# Andy Williams (guitarrista)
Andrew Williams (nacido el 12 de diciembre de 1977) es un músico y luchador profesional estadounidense, conocido como el guitarrista rítmico de Every Time I Die. Como luchador profesional, está firmado con All Elite Wrestling (AEW) bajo el nombre de ring The Butcher, donde es conocido por su equipo con The Blade bajo el nombre de The Butcher & The Blade.

## Carrera musical
Williams había aspirado a ser un luchador profesional y se entrenó en la Renegade Wrestling Association en Ontario, Canadá durante seis meses, hasta que sufrió una lesión en la rodilla. Durante el despido, aprendió a tocar la guitarra y formó Every Time I Die junto al guitarrista principal Jordan Buckley y el baterista Michael Novak. Ha aparecido en cada lanzamiento que ha hecho la banda, y no se había perdido un show en vivo, hasta enero de 2020, cuando luchó contra Diamond Dallas Page y Dustin Rhodes en AEW Bash at the Beach. De enero a marzo, Every Time I Die había escrito y grabado su noveno álbum, y se esperaba que hiciera una gira por el álbum en junio, Drive y Hatebreed, pero esto se retrasaría debido a la pandemia de COVID-19. Dado que no pudo hacer una gira con la banda, pudo continuar trabajando para All Elite Wrestling (AEW), ya que tienen su sede en Jacksonville, y Florida ha considerado la lucha como un negocio fundamental para la economía del estado.

## Carrera de lucha libre profesional

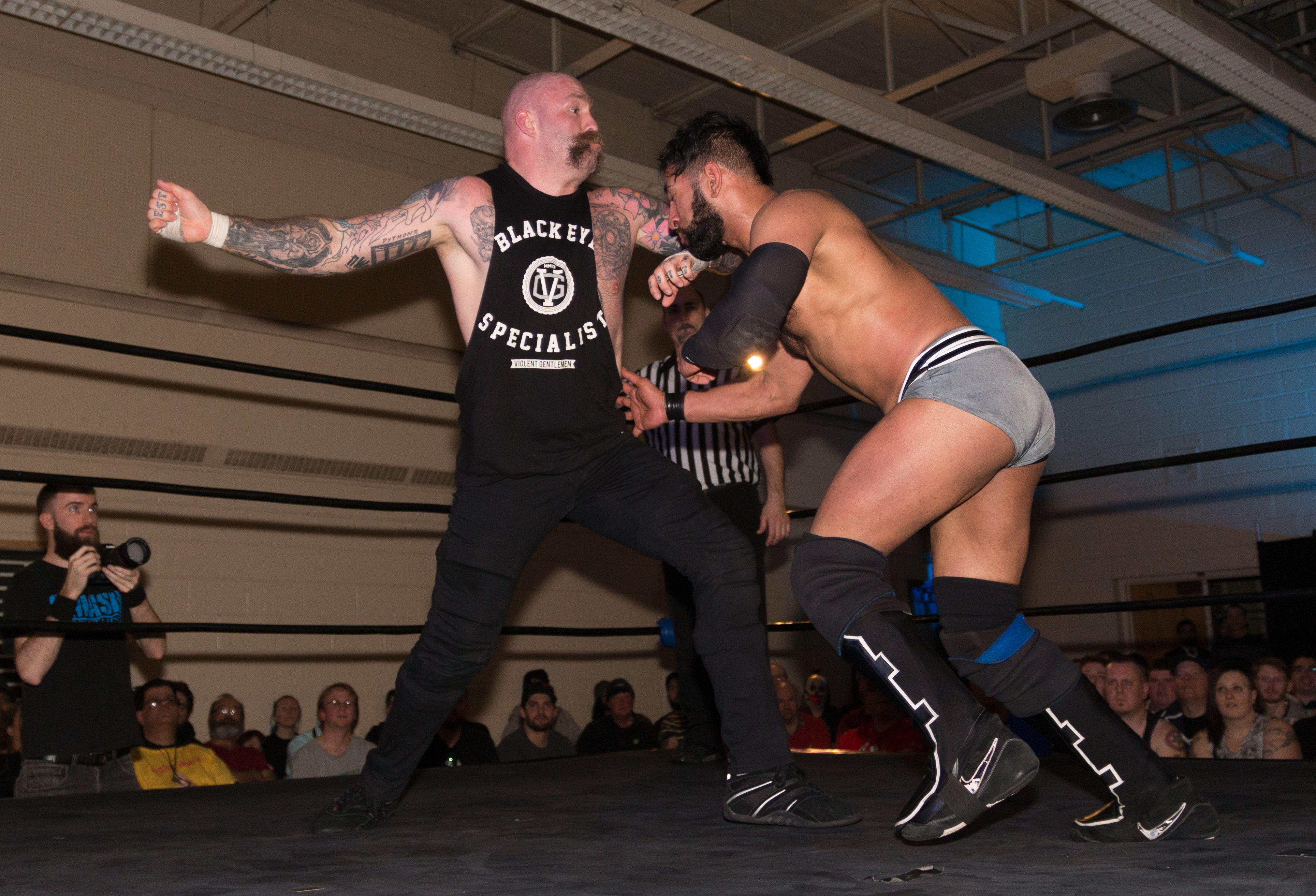
Andy Williams, izquierda, luchando contra Tarik

A mediados de la década de 2010, Williams reanudó su entrenamiento con Josh Barnett, inicialmente como una sesión de entrenamiento. Continuó trabajando con Barnett, pero solo esporádicamente, ya que no vive en California. Comenzó a asistir a Grapplers Anonymous, con sede en Lackawanna, y recibió más entrenamiento de su amigo y luchador profesional Jesse Guilmette. Durante el verano de 2015, comenzó a trabajar en el circuito independiente y tuvo encuentros en Smash Wrestling donde hizo chokeslam con Tarik, y en Progress Wrestling, donde superó a Jimmy Havoc. a través de una mesa. Su primer combate de parejas fue en un programa de Halloween de lucha libre entre especies, junto a Wes en un combate oscuro y derrotando a Los Dumbfucks. En febrero de 2016, regresó a Smash Wrestling y tuvo otro enfrentamiento con Tarik, quien lo dejó en el ring. Su primer combate individual fue confirmado el mes siguiente después del show, pero en Any Given Sunday 4, fue derrotado por Tarik. Durante el partido, se rompió el menisco , por el que se sometió a una cirugía, antes de salir de gira con Every Time I Die diez días después. 
En marzo de 2017, Williams apareció en las vacaciones de primavera de Joey Janela, y se unió con éxito a Penelope Ford en una lucha por equipos intergénero contra Guilmette (bajo su nombre en el ring de Braxton Sutter) y su esposa Allie. Janela había sugerido que Williams debería luchar contra Nikolai Volkoff o Glacier en el evento, pero él se negó, prefiriendo el enfrentamiento intergénero en su lugar. Septiembre vio el comienzo de Williams y Guilmette formando equipo regularmente entre sí, y en su primer combate en un evento Pro Wrestling Rampage, ganaron el PWR Tag Team Championship, derrotando a Upper Echelon (Colby Redd y PB Smooth). Sin embargo, este reinado fue de corta duración, con una duración de 63 días. En su primera defensa del título, Williams estuvo ausente y fue reemplazado por JJ Rumham (cuando jugaba en Newcastle durante la gira Low Teens); la pareja de Guilmette y Rumham fueron derrotados por los Homewreckers (Anthony Gaines y Jet Rebel). Conocidos como The Butcher & The Blade, Williams y Guilmette lucharon predominantemente en promociones en todo el noreste, así como en Ottawa, donde se basa Capital City Championship Combat (C4).

### All Elite Wrestling (2019-presente)
En el episodio del 27 de noviembre de 2019 de AEW Dynamite, Williams (ahora conocido con el nombre de The Butcher) hizo su debut para All Elite Wrestling (AEW) en un ataque posterior al combate contra Cody, junto con Blade y Bunny, estableciéndose como tacones, Más tarde se reveló que The Butcher & The Blade habían sido contratados por MJF, fomentando su contienda en curso con Cody. En el episodio del 11 de diciembre de Dynamite, The Butcher ganó su primer combate en parejas en AEW cuando él y Blade derrotaron a Cody y QT Marshall., quien fue elegido personalmente por MJF. La semana siguiente, en el episodio del 18 de diciembre de Dynamite , Butcher y Blade fueron derrotados por Cody y su nuevo socio, Darby Allin.
El 15 de enero de 2020, Williams se perdió un show en vivo en París por primera vez en veintidós años, para aparecer en AEW Bash at the Beach. Trabajando en equipo con MJF, Butcher & The Blade derrotaron a Marshall, Diamond Dallas Page y Dustin Rhodes en una lucha por equipos de seis hombres, donde tomó un Diamond Cutter de DDP. En marzo de 2020, Butcher y Blade tuvieron una breve enemistad con Jurassic Express (Jungle Boy, Luchasaurus y Marko Stunt), lo que llevaría a Butcher y Blade a terminar su alianza con MJF. En el episodio del 11 de marzo de Dynamite, Butcher & The Blade se unió a MJF por segunda y última vez, en una derrota del Jurassic Express. En el episodio del 18 de marzo de Dynamite, fueron derrotados por Jungle Boy y Luchasaurus, luego de la interferencia de MJF que llamó al finalizador, permitiendo que Jungle Boy enviara al Butcher al exterior y luego él y Luchasaurus golpearon su finalizador Espada.
Durante el verano, The Butcher & The Blade comenzaron a trabajar con Lucha Brothers (Rey Fénix y Penta El Zero Miedo) y más tarde, formaron un grupo, liderado por Eddie Kingston Sin embargo, el grupo se disolvió en el episodio del 18 de noviembre de Dynamite, después de que Butcher y Blade se pusieron del lado de Kingston, mientras que los Lucha Brothers reunieron a su grupo Death Triangle con PAC, que había regresado la semana anterior. Se pelearon con Pac, Penta y Fenix durante las próximas semanas. 
Después de la revolución de AEW, The Butcher & The Blade pusieron fin a su alianza con Kingston después de cumplir la cara y empezó a hacer equipo con Jon Moxley, ya que se aliaron con Matt Hardy que junto con la fiesta privada creó una facción conocida como la Oficina de Familia Hardy.

## Campeonatos y logros
- Pro Wrestling Illustrated
  - Clasificado # 315 de los 500 mejores luchadores individuales en el PWI 500 en 2020[1]

- Pro Wrestling Rampage
  - PWR Tag Team Championship (1 vez) – con Braxton Sutter[2]